# The Albums
The Albums es una caja recopilatoria de álbumes de ABBA desarrollado por Universal Music en 2008. Incluye nueve álbumes, los ocho primeros son los CD originales desarrollados entre 1973 y 1981 mientras que el noveno disco incluye todos los sencillos que no aparecieron en los discos originales. No incluye ningún extra. La caja ha conseguido llegar a las listas de éxitos en varios países.

## Lista de canciones

### CD 1

#### Ring Ring(1973)
1. "Ring Ring"
2. "Another Town, Another Train"
3. "Disillusion"
4. "People Need Love"
5. "I Saw It In The Mirror"
6. "Nina, Pretty Ballerina"
7. "Love Isn't Easy (But It Sure Is Hard Enough)"
8. "Me And Bobby And Bobby’s Brother"
9. "He Is Your Brother"
10. "She's My Kind of Girl"
11. "I Am Just A Girl"
12. "Rock'n Roll Band"

### CD 2

#### Waterloo(1974)
1. "Waterloo"
2. "Sitting In The Palmtree"
3. "King Kong Song"
4. "Hasta Mañana"
5. "My Mama Said"
6. "Dance (While The Music Still Goes On)"
7. "Honey, Honey"
8. "Watch Out"
9. "What About Livingstone?"
10. "Gonna Sing You My Lovesong"
11. "Suzy-Hang-Around"

### CD 3

#### ABBA(1975)
1. "Mamma Mia"
2. "Hey, Hey Helen"
3. "Tropical Loveland"
4. "SOS"
5. "Man In The Middle"
6. "Bang-A-Boomerang"
7. "I Do, I Do, I Do, I Do, I Do"
8. "Rock Me"
9. "Intermezzo No. 1"
10. "I've Been Waiting For You"
11. "So Long"

### CD 4

#### Arrival(1976)
1. "When I Kissed the Teacher"
2. "Dancing Queen"
3. "My Love, My Life"
4. "Dum Dum Diddle"
5. "Knowing Me, Knowing You"
6. "Money, Money, Money"
7. "That's Me"
8. "Why Did It Have To Be Me?"
9. "Tiger"
10. "Arrival"

### CD 5

#### ABBA–The Album(1977)
1. "Eagle"
2. "Take a Chance on Me"
3. "One Man, One Woman"
4. "The Name of the Game"
5. "Move On"
6. "Hole In Your Soul"

The Girl With The Golden Hair – 3 escenas de un mini-musical –
1. "Thank You for the Music"
2. "I Wonder (Departure)"
3. "I'm A Marionette"

### CD 6

#### Voulez-Vous(1979)
1. "As Good As New"
2. "Voulez-Vous"
3. "I Have A Dream"
4. "Angeleyes"
5. "The King Has Lost His Crown"
6. "Does Your Mother Know"
7. "If It Wasn’t For The Nights"
8. "Chiquitita"
9. "Lovers (Live A Little Longer)"
10. "Kisses of Fire"

### CD 7

#### Super Trouper(1980)
1. "Super Trouper"
2. "The Winner Takes It All"
3. "On and On and On"
4. "Andante, Andante"
5. "Me and I"
6. "Happy New Year"
7. "Our Last Summer"
8. "The Piper"
9. "Lay All Your Love On Me"
10. "The Way Old Friends Do"

### CD 8

#### The Visitors(1981)
1. "The Visitors"
2. "Head Over Heels"
3. "When All Is Said And Done"
4. "Soldiers"
5. "I Let The Music Speak"
6. "One of Us"
7. "Two For The Price Of One"
8. "Slipping Through My Fingers"
9. "Like An Angel Passing Through My Room"

### CD 9

#### Pistas adicionales
1. "Merry-Go-Round"
2. "Santa Rosa"
3. "Ring, Ring (Bara Du Slog En Signal)"
4. "Waterloo" (Swedish Version)
5. "Fernando"
6. "Crazy World"
7. "Happy Hawaii"
8. "Summer Night City"
9. "Medley: Pick A Bale Of Cotton/On Top Of Old Smokey/Midnight Special"
10. "Lovelight"
11. "Gimme! Gimme! Gimme! (A Man After Midnight)"
12. "Elaine"
13. "Should I Laugh Or Cry"
14. "You Owe Me One"
15. "Cassandra"
16. "Under Attack"
17. "The Day Before You Came"

- Datos: Q693263